# Var (material de construcții)
Varul este un material ce conține în principal oxid de calciu și este obținut prin procesul de calcinare adică din prelucrarea rocilor calcaroase, prin ardere la aproximativ 900°C a rocilor de calcar.
Reacția chimică menționată, și anume reacția de calcinare, duce la eliberarea de dioxid de carbon și la producerea de oxid de calciu sau var:
este utilizat în principal ca fluidizator de zgură pentru îndepărtarea impurităților în procesul de fabricare a oțelului în producția de oțel, precum și în chimie și agricultură ca agent bazicizant și adjuvant și ca liant fundamental în stabilizarea solului în construcții.
Varul se prezintă sub două forme chimice distincte:
Calcarul rapid: din punct de vedere chimic, constă din oxid de calciu, CaO, care este puternic higroscopic;
var stins sau var hidratat: chimic, este format din hidroxid de calciu, Ca(OH)2.
Datorită proprietății sale de bază puternică, hidroxidul de calciu are multe utilizări diferite, printre care
în construcții, sub denumirea de var hidratat, este utilizat ca o componentă a mortarelor, tencuielilor, stucurilor și vopselelor;
lăsată la înmuiat în rezervoare cu apă creează o pastă care plutește la suprafață, acest tip de pastă/mortar se numește "var stins", este distribuit sub formă de pastă înmuiată în apă în pungi de plastic;Este adesea considerat în mod eronat un al treilea tip de var, varul hidraulic, care nu este altceva decât un preamestec de var stins sau hidroxid de calciu cu alte produse (var hidraulic):
Varul hidraulic este o chestiune diferită ca conține argilă, având proprietăți similare cu cimentul, fiind astfel adecvat pentru tencuieli sau amorse.